# Samy Ntumba Shambuyi
 (avril 2023).
La mise en forme du texte ne suit pas les recommandations de Wikipédia : il faut le « wikifier ».
Les points d'amélioration suivants sont les cas les plus fréquents. Le détail des points à revoir est peut-être précisé sur la page de discussion.
- Les titres sont pré-formatés par le logiciel. Ils ne sont ni en capitales, ni en gras.
- Le texte ne doit pas être écrit en capitales (les noms de famille non plus), ni en gras, ni en italique, ni en « petit »…
- Le gras n'est utilisé que pour surligner le titre de l'article dans l'introduction, une seule fois.
- L'italique est rarement utilisé : mots en langue étrangère, titres d'œuvres, noms de bateaux, etc.
- Les citations ne sont pas en italique mais en corps de texte normal. Elles sont entourées par des guillemets français : « et ».
- Les listes à puces sont à éviter, des paragraphes rédigés étant largement préférés. Les tableaux sont à réserver à la présentation de données structurées (résultats, etc.).
- Les appels de note de bas de page (petits chiffres en exposant, introduits par l'outil «  Source ») sont à placer entre la fin de phrase et le point final[comme ça].
- Les liens internes (vers d'autres articles de Wikipédia) sont à choisir avec parcimonie. Créez des liens vers des articles approfondissant le sujet. Les termes génériques sans rapport avec le sujet sont à éviter, ainsi que les répétitions de liens vers un même terme.
- Les liens externes sont à placer uniquement dans une section « Liens externes », à la fin de l'article. Ces liens sont à choisir avec parcimonie suivant les règles définies. Si un lien sert de source à l'article, son insertion dans le texte est à faire par les notes de bas de page.
- La présentation des références doit suivre les conventions bibliographiques. Il est recommandé d'utiliser les modèles {{Ouvrage}}, {{Chapitre}}, {{Article}}, {{Lien web}} et/ou {{Bibliographie}}. Le mode d'édition visuel peut mettre en forme automatiquement les références.
- Insérer une infobox (cadre d'informations à droite) n'est pas obligatoire pour parachever la mise en page.

Pour une aide détaillée, merci de consulter Aide:Wikification.
Si vous pensez que ces points ont été résolus, vous pouvez retirer ce bandeau et améliorer la mise en forme d'un autre article.
Samy Ntumba Shambuyi est un Photojournaliste et Vidéaste congolais, né le 20 février 1985 à Kisangani, (R.D. Congo).
Il est connu pour ses œuvres en photojournalisme montrant la vie quotidienne de son pays, la République démocratique du Congo, ayant aussi le souci de montrer les réalités économiques, sportives sociales, politiques, religieuses et culturelles de son pays, il s’intéresse à des thématiques variées, allant du sport à l'art, en passant par la politique.

## Biographie

### Jeunesse et débuts
Samy Ntumba Shambuyi est né le 20 février 1985 à Kisangani (Zaïre). C'est à l'âge de 18 ans qu'il se met à s'intéresser à la photographie.
Diplômé en Télécommunication et Réseaux à l'Institut supérieur pédagogique de Kinshasa, il a découvert sa passion pour la photographie depuis son jeune âge.

### Carrière
Activiste engagé pour des causes d’utilité communautaire au sein de la Coordination Nationale à Community Service Day (CSD). Samy Ntumba Shambuyi est travailleur social et s'intéresse aux questions de santé et au développement communautaire et à la résilience des communautés face aux réalités sociales.
En 2015, il initie la marque de production événementielle Lacouronne Photography,.
En décembre 2018, il a travaillé avec des candidats lors des élections législatives, ce qui lui a permis de réaliser des portraits des candidats et de faire une série des photos intitulée "Les Oubliés de la Campagne".
En 2017, sa photographie illustre un article sur l'éducation et la technologie du blog de la Banque mondiale
En mars 2019, il remporte la troisième place du concours photographique "Hommes et Femmes en RDC si le rôle était inversé". Une année après, il expose cinq travaux photographiques sur les efforts des femmes dans la lutte contre le mariage précoce  en milieu scolaire et la violence verbale.
Il est actuellement photographe sportive qualifié à la Coupe d'Afrique des Nations et photographe certificié par Adobe Lightroom.
Les photographies de Samy Ntumba Shambuyi ont été utilisées dans plusieurs médias internationaux comme illustration. Sa photographie illustrant le roi belge à Kinshasa apparaît dans Le Monde, Los Angeles Times, TV5 Monde, The Telegraph, africanews, Euronews[réf. à confirmer]  et plusieurs autres médias.

## Articles Connexes
- Photographie africaine contemporaine